# العبودية في مصر

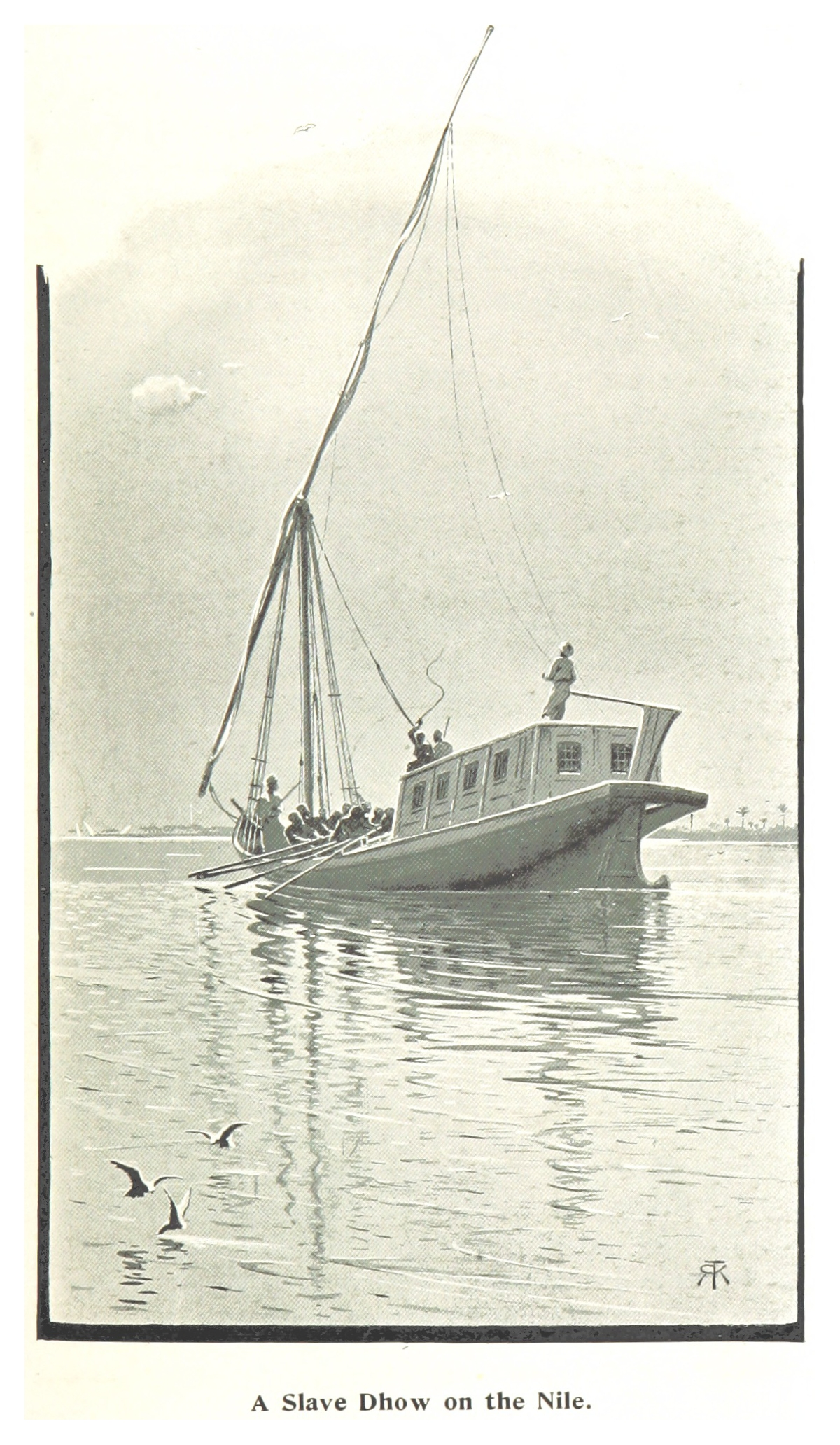
سلاطين(1896) ص479 عبد على النيل.

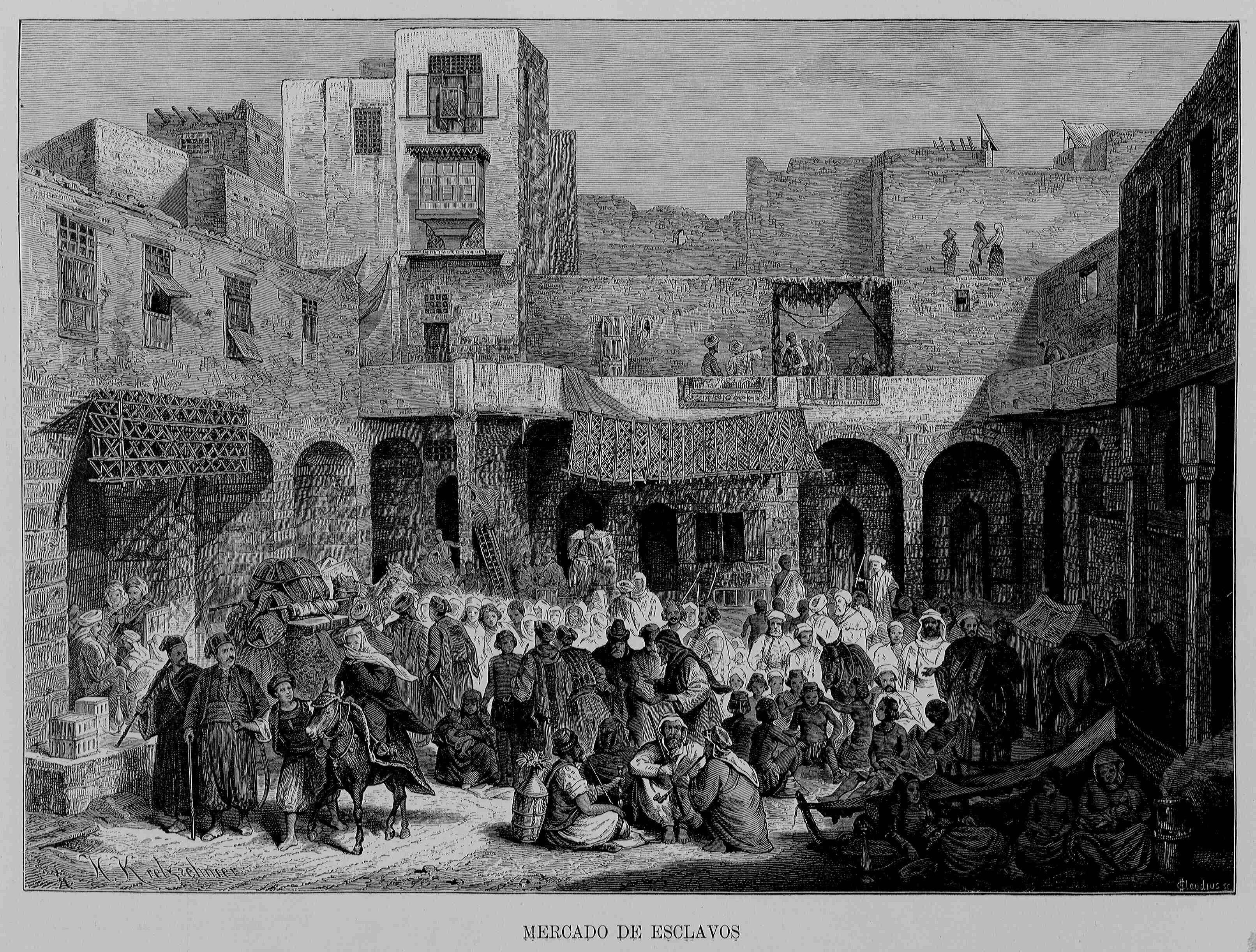
مصر، 1882 "سوق العبيد".

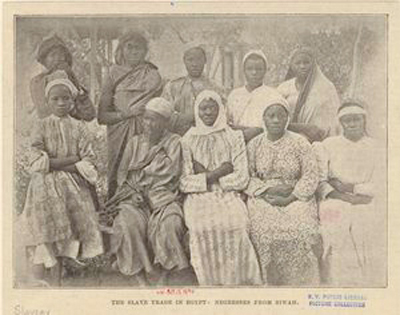
تجارة الرقيق في مصر - زنجيات من سيوة 1894.

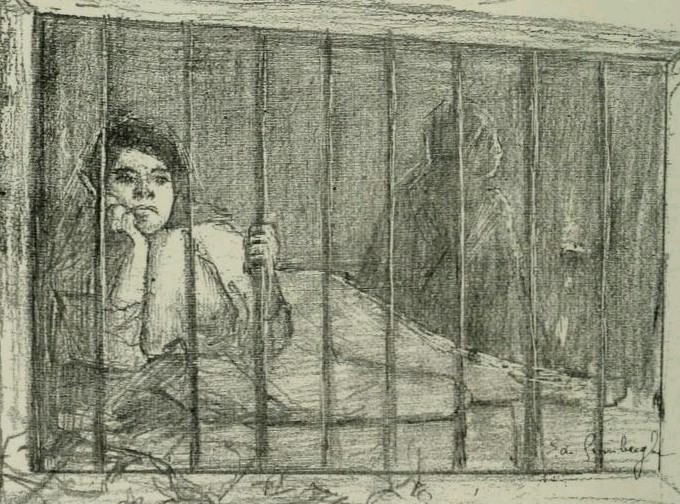
محظية في القاهرة.

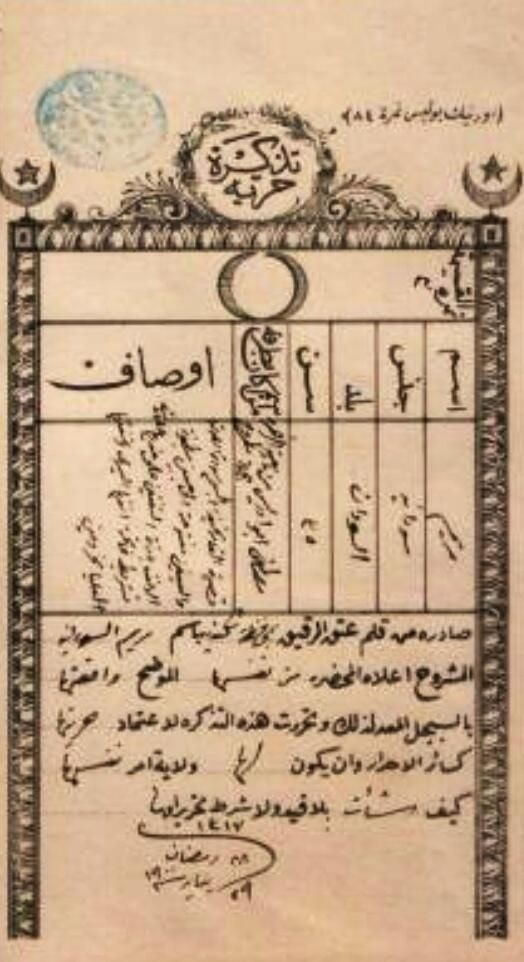
شهادة تحرير العبودية – شرطة مصر 1900.

كانت العبودية في مصر موجودة حتى أوائل القرن العشرين. وكانت تختلف عن العبودية السابقة في مصر القديمة حيث كانت تدار وفقا للشريعة الإسلامية منذ غزو الخلافة في القرن السابع حتى توقف الممارسة في أوائل القرن العشرين بعد أن تم التخلص منها تدريجيا عندما تم حظر تجارة الرقيق في أواخر القرن التاسع عشر. أدى الضغط البريطاني إلى إلغاء تجارة الرقيق على التوالي بين عامي 1877 و1884. لم يتم إلغاء العبودية نفسها لكنها انقرضت تدريجيا بعد إلغاء تجارة الرقيق حيث لم يكن من الممكن الحصول على عبيد جدد بشكل قانوني. لوحظ وجود العبيد حتى أواخر ثلاثينيات القرن العشرين.
خلال التاريخ الإسلامي لمصر تركزت العبودية بشكل أساسي على ثلاث فئات: العبيد الذكور المستخدمون للجنود والبيروقراطيين والعبيد الإناث المستخدمات للعبودية الجنسية كمحظيات والعبيد الإناث والخصيان المستخدمات للخدمة المنزلية في الحريم والأسر الخاصة. وفي نهاية الفترة كانت هناك عبودية زراعية متنامية. وكان أغلب المستعبدين في مصر خلال العصور الإسلامية يأتون من أوروبا والقوقاز (الذين كانوا يشار إليهم باسم "البيض") أو من السودان وأفريقيا جنوب الصحراء الكبرى من خلال تجارة الرقيق عبر الصحراء الكبرى (الذين كانوا يشار إليهم باسم "السود").
وإلى يومنا هذا تظل مصر مصدرا ومعبرا ووجهة للاتجار بالبشر وخاصة العمل القسري والدعارة القسرية (راجع الاتجار بالبشر في مصر).

## مصر العباسية: 750-935
كانت مصر تحت الخلافة العباسية في الفترة من 750 إلى 935. وبالتالي اتبعت مؤسسة العبودية مؤسسة العبودية في الخلافة العباسية على الرغم من أنها كانت لها طابعها المحلي الخاص.

### تجارة الرقيق
كان أحد طرق الرقيق من الأشخاص الذين أبرمت مصر معهم معاهدة. حافظت مصر والنوبة على السلام على أساس معاهدة البقط الشهيرة والتي بموجبها زودت النوبة مصر سنويا بالعبيد وزودت مصر النوبة بالمنسوجات والقمح. لم تسمح معاهدة البقط بغارات العبيد المباشرة على النوبة ومع ذلك اشترت مصر العبيد النوبيين الذين أسرتهم قبائل البوجا التي تعيش في الصحراء الشرقية للنوبة وكذلك عبيد البوجا الذين أسرهم النوبيون كما قامت مصر بغارات على النوبة أو بوجا كلما خرقت شروط المعاهدة. كما قام تجار الرقيق المصريون الخاصون بغارات على الرقيق من المناطق الداخلية الأفريقية لمصر باستخدام الانتهاكات المحلية لاتفاقيات السلام كذريعة. غالبا ما كان تجار الرقيق المصريون يقدمون أصولا خاطئة لأسراهم في سوق الرقيق مما يجعل من المستحيل معرفة ما إذا كان العبيد قد تم أسرهم من شعب أبرمت مصر معه اتفاقية سلام.
كان الطريق الثاني من مناطق لم تبرم مصر معها معاهدة وهو ما جعل غارات الرقيق قانونية في الشريعة الإسلامية. كما قام تجار الرقيق بالتجارة في الأشخاص الذين تم أسرهم من دول لم تبرم السلطات الإسلامية معها اتفاقية سلام. لاحظ تاريخ البطاركة أن غارات الرقيق كانت تشن ضد سواحل آسيا الصغرى وأوروبا البيزنطية حيث "أخذ المسلمون البيزنطيين من أراضيهم وأحضروا عددا كبيرا منهم إلى مصر (أو الفسطاط)". يذكر كتاب حدود العالم في القرن العاشر أن التجار المصريين كانوا يخطفون الأطفال من "السود" جنوب النوبة ويخصون الصبية قبل تهريبهم إلى مصر.
كان الطريق الثالث هو عندما كان تجار الرقيق يأسرون مصريين آخرين بشكل غير قانوني وهو ما كان محظورا بموجب القانون. وكان المصريون الأسرى عادة إما مصريين غير مسلمين مثل المسيحيين الأقباط أو أطفال العبيد السود السابقين.

### سوق العبيد
في هذه الفترة كانت سوق العبيد الأكثر أهمية في مصر هي سوق الفسطاط. كان تجار العبيد من الشرق الأدنى وبيزنطة وأوروبا وشمال إفريقيا وجزر البحر الأبيض المتوسط يتاجرون بالعبيد في مصر حيث يقول الفقيه المصري أصبغ بن الفرج (ت. 839) "إن الناس يرغبون أكثر من أي شيء في العبيد المستوردين" ومن بين العبيد الذين تم الاتجار بهم كان هناك عبيد من أصول سلافية أو أوروبية أو أناضولية أو بربرية أو سودانية. كان التجار يبيعون الخصيان و"الجواري" والخادمات ويذكر أن العبيد كانوا يؤدون مهام خارج المنزل ويديرون المهمات ويسلمون أو يجمعون الرسائل أو البضائع ويساعدون أسيادهم في رحلات العمل أو يديرون الشؤون أثناء غياب أسيادهم وكانوا يستخدمون كعبيد جنس (محظيات).
خلال هذه الفترة كان العبيد في مصر إما مولودين في العبودية أو أسرى لدى تجار الرقيق الذين استوردوهم من خارج مملكة الإسلام وتشير الوثائق المحفوظة إلى أن العبيد المستوردين كانوا يهيمنون على سوق العبيد في مصر. إن تشجيع الإسلام على تحرير العبيد والوضع الحر الممنوح لأطفال العبد والسيد (إلى جانب حقيقة أن معظم الأطفال المولودين للعبيد لديهم آباء أحرار) يشير إلى أن مصر كانت تعتمد على تدفق ثابت من العبيد الجدد لدعم سكان العبيد حيث أصبح عدد قليل من العبيد المولودين للعبيد عبيدا بأنفسهم ما لم يولدوا لعبيدين وليس لامرأة جارية ورجل حر.

## الخلافة الفاطمية: 909-1171
خلال الخلافة الفاطمية (909-1171) تم تهريب العبيد إلى مصر عبر عدة طرق من الأراضي غير الإسلامية في الجنوب والشمال والغرب والشرق. توسع نظام العبودية العسكرية خلال هذه الفترة الزمنية مما خلق حاجة أكبر للعبيد الذكور لاستخدام العبودية العسكرية. كانت العبيد الإناث يستخدمن في العبودية الجنسية كجواري أو كخادمات منزليات.

### تجارة الرقيق
استمرت تجارة الرقيق عبر الصحراء الكبرى خلال سلطنة المماليك. وتم تزويد مصر بالعبيد الأفارقة السود من السودان من خلال معاهدة البقط التي استمرت قرونا حتى القرن الرابع عشر.
كان يتم توفير العبيد الأوروبيين إلى مصر عبر عدة طرق. وتوسعت تجارة الرقيق في البلقان في البندقية بشكل كبير خلال هذه الفترة الزمنية. كما وفرت تجارة الرقيق في الأندلس عبيدا أوروبيين تم استيرادهم في الأصل عبر تجارة الرقيق في براغ.

### سوق العبيد
كان العبيد الذكور يستخدمون في الأعمال الشاقة وخدمة الخصيان والعبودية العسكرية. ونمت أهمية نظام العبيد العسكريين خلال هذه الفترة الزمنية.
كانت العبيد الإناث يستخدمن في المقام الأول إما كخادمات منزليات أو محظيات (عبيد جنس).
كان سوق العبيد يصنف العبيد وفقا للصور النمطية العنصرية فكانت العبيد البربرية تعتبر مثالية للأعمال المنزلية والخدمات الجنسية وإنجاب الأطفال والعبيد السود كمرضعات مطيعات وقويات وممتازات والعبيد البيزنطيات (اليونانيات) كعبيد يمكن تكليفهن بأشياء ثمينة والنساء الفارسيات كمربيات أطفال جيدات والعبيد العرب كمغنيات بارعات بينما كان ينظر إلى الفتيات الهنديات والأرمنيات على أنهن يصعب إدارتهن والسيطرة عليهن والفتيات الأصغر سنا كن أكثر جاذبية في السوق.

#### الحريم الفاطمي
لقد قامت الخلافة الفاطمية (909-1171) على النموذج الراسخ للحريم العباسي. أصبح نظام الحريم العباسي نموذجا يحتذى به لحريم الحكام الإسلاميين اللاحقين ويمكن العثور على نفس النموذج في الدول الإسلامية اللاحقة خلال العصور الوسطى بما في ذلك حريم الخلافة الفاطمية في مصر. يتكون الحريم الفاطمي من نفس نموذج الحريم العباسي وقد تم تنظيمه في نموذج حيث تأخذ الأم المرتبة الأولى تليها الجواري العبيد اللاتي أصبحن أمهات ولد عند الولادة والجواري العبيد الترفيهيات والمضيفات العبيد المسمى قهرمانة والخصيان.
كانت المرأة الأعلى مرتبة في الحريم الفاطمي هي والدة الخليفة عادة أو بدلا من ذلك والدة الوريث أو إحدى قريباته والتي أعطيت لقب السيدة أو السيدة الملكة. كانت زوجات الخليفة في الأصل من الجواري اللاتي تزوجهن الخليفة أو استخدمهن كمحظيات (عبيد جنس) وفي كلتا الحالتين كان يشار إلى زوجة الخليفة باسم الجهة أو الجهة العليا ("صاحبة السمو"). كانت محظيات الخلفاء الفاطميين في معظم الحالات من أصل مسيحي ووصفن بأنهن مغنيات وراقصات وموسيقيات جميلات وكن غالبا موضوع قصائد الحب ولكن غالبا ما اتهمن بالتلاعب بالخليفة. كانت نساء الحريم من المرتبة الثالثة من الجواري المدربات على الغناء والرقص ولعب الموسيقى لتقديم العروض الترفيهية وكانت هذه الفئة تمنح أحيانا كهدايا دبلوماسية بين أصحاب السلطة الذكور. كانت أدنى مرتبة من نساء الحريم هي الفتيات العبيد اللاتي تم اختيارهن ليصبحن خادمات وأدين عددا من المهام المختلفة في الحريم والأسرة المالكة وكانت تسمى هؤلاء النساء الشدادات وكان لديهن بعض الاتصال بالعالم الخارجي حيث كن يتاجرن بالبضائع من العالم الخارجي إلى الحريم عبر الأنفاق تحت الأرض المعروفة باسم سراديب.
كانت كل النساء (الإماء) العاملات في البلاط يطلق عليهن اسم المستخدَمات أو القسوريات وكانت النساء العاملات في الأسرة المالكة يطلق عليهن اسم المقيمات وكانت العاملات في الورش الملكية في الفسطاط أو القرافة يطلق عليهن اسم المنقِّقطات. كانت العبيد يعملن في الورش الملكية أرباب الصناعة من القسوريات التي كانت تصنع الملابس والطعام وكانت العاملات في الورش العامة يطلق عليهن اسم الظاهر وكانت العاملات في الورش التي تصنع أشياء خاصة بالقصر الملكي تسمى خاصّة. كان هناك غالبا حوالي ثلاثين جارية في كل ورشة عمل يعملن تحت إشراف جارية تدعى زين الخُزان وهو منصب يمنح عادة للعبدة اليونانية.
كان الخصيان المستعبدون يديرون نساء الحريم ويحرسونهن ويبلغونهن ويرفعون تقارير عنهن إلى الخليفة ويعملون كحلقة وصل بينهن وبين العالم الخارجي.
كان حريم الخليفة نفسه وكذلك الأعضاء الذكور الآخرين من الطبقات العليا قد يشمل الآلاف من العبيد: على سبيل المثال كان لدى الوزير ابن أسرة مكونة من 800 محظية و4000 حارس شخصي من الذكور.

## السلطنة الأيوبية: 1171-1250
شملت السلطنة الأيوبية (1171-1250) كل من مصر وسوريا وبالتالي كان لمؤسسة العبودية في هذه المناطق تاريخ مشترك خلال سلالة الأيوبيين.

### تجارة الرقيق
تم نقل العبيد الأفارقة إلى مصر عبر تجارة الرقيق من السودان. كانت معاهدة البقط لا تزال سارية المفعول خلال هذه الفترة الزمنية. وفرت تجارة الرقيق عبر الصحراء الكبرى العبيد الأفارقة من الغرب.
تجارة الرقيق في البحر الأحمر من العبيد المقدمين إلى الساحل الشرقي لمصر. وكان هؤلاء في الغالب أفارقة. ومع ذلك هناك أيضا هنود يشار إليهم على أنهم نقلوا إلى مصر عبر تجارة الرقيق في البحر الأحمر.
كانت تجارة الرقيق الفينيسية تصدر العبيد إلى مصر في المقام الأول عبر تجارة الرقيق في البلقان خلال هذه الفترة الزمنية.
من المعروف أن الأسرى المسيحيين من الدول الصليبية استعبدوا خلال قرنين من حكم الصليبيين المسيحيين. ولم يشمل ذلك المحاربين الذكور فحسب بل شمل أيضا المدنيين مثل النساء والأطفال. وكان حصار القدس (1187) حادثا مشهورا. حيث تم بيع 15000 من أولئك الذين لم يتمكنوا من دفع الفدية كعبيد. ووفقا لعماد الدين الأصفهاني كان 7000 منهم من الرجال و8000 من النساء والأطفال.
تم تصدير العبيد الأتراك وغيرهم من العبيد الآسيويين إلى مصر من آسيا الوسطى عبر تجارة الرقيق في بخارى. وكان الرجال الأتراك موضع تقدير خاص كجنود عبيد.

### سوق العبيد
كان هناك تفوق عددي للعبيد الإناث على العبيد الذكور في مصر.
كانت العبيد الإناث تستخدم في المقام الأول إما كخادمات منزليات أو محظيات (عبيد جنس). أصبحت شجر الدر واحدة من أشهر محظيات العبيد السابقات للحريم الملكي الأيوبي.
كانت مؤسسة العبودية العسكرية المملوكية سوقا مهمة للعبيد الذكور في مصر وهي مؤسسة ذات أهمية كبرى في السلطنة الأيوبية. كان العديد من الجنود العبيد من أصل تركي أو شركسي.

## سلطنة المماليك: 1250-1517
خلال عصر سلطنة المماليك (1250-1517) تأسس المجتمع في مصر على نظام العبودية العسكرية. كان العبيد الذكور الذين يتم الاتجار بهم لاستخدامهم كعبيد عسكريين المماليك طبقة اجتماعية مهيمنة في مصر. وبصرف النظر عن العبودية العسكرية المملوكية كانت العبيد الإناث تستخدم للعبودية الجنسية وخدمة الخادمة المنزلية.

### تجارة الرقيق
استمرت تجارة الرقيق عبر الصحراء الكبرى خلال سلطنة المماليك. وتم تزويد مصر بالعبيد الأفارقة السود من خلال معاهدة باكت التي استمرت قرونا حتى القرن الرابع عشر.
وفرت طريقان رئيسيان من أوروبا لمصر عبيدا أوروبيين. زودت تجارة الرقيق في البلقان وتجارة الرقيق في البحر الأسود التي أدارها تجار الرقيق الفينيسيون وتجار الرقيق في جنوة مصر بالعديد من العبيد الذكور الذين استخدموا كجنود عبيد للمماليك.
كانت تجارة الرقيق في البلقان إلى جانب تجارة الرقيق في البحر الأسود أحد المصدرين الرئيسيين لتوريد العبيد للجنود المماليك المستقبليين إلى سلطنة المماليك في مصر. في حين أن غالبية العبيد الذين تم تهريبهم عبر تجارة الرقيق في البحر الأسود إلى جنوب أوروبا (إيطاليا وإسبانيا) كانوا من الفتيات حيث كان من المفترض أن يصبحن خادمات مساعدات فإن غالبية العبيد حوالي 2000 سنويا تم تهريبهم إلى سلطنة المماليك المصرية وفي هذه الحالة كان معظمهم من الأولاد حيث كانت سلطنة المماليك بحاجة إلى إمداد مستمر من الجنود العبيد. منذ عام 1382 على الأقل فصاعدا جاءت غالبية مماليك سلطنة المماليك المصرية من أصل عبيد من تجارة الرقيق في البحر الأسود وكان يتم تهريب حوالي مائة ذكر شركسي مخصص للمماليك عبر تجارة الرقيق في البحر الأسود حتى القرن التاسع عشر.
خلال القرن الثالث عشر كان يتم تهريب الأولاد والنساء والفتيات الهنود بغرض العبودية الجنسية من الهند إلى شبه الجزيرة العربية وإلى مصر عبر تجارة الرقيق في البحر الأحمر عبر عدن.

### سوق العبيد
كانت سوق العبيد تهيمن عليها بشكل مشهور الفئة الأكثر أهمية وتأثيرا وهي العبودية العسكرية. كانت الفئات الأخرى شائعة في العبودية في الأراضي الإسلامية حيث كانت النساء يستخدمن كعبيد جنس (محظيات الحريم) وخادمات منزليات.
انقرضت العبودية في أوروبا الغربية بعد القرن الثاني عشر لكن الطلب على العمال بعد الطاعون الأسود أدى إلى إحياء العبودية في جنوب أوروبا في إيطاليا وإسبانيا فضلا عن زيادة الطلب على العبيد في مصر. كانت تجارة الرقيق الإيطالية (الجنوية والبندقية) من البحر الأسود لها طريقان رئيسيان من شبه جزيرة القرم إلى القسطنطينية البيزنطية وعبر جزيرة كريت وجزر البليار إلى إيطاليا وإسبانيا أو إلى سلطنة المماليك في مصر التي استقبلت غالبية العبيد.

#### عبودية الحريم
كان حريم سلاطين المماليك يقع في قلعة الحوش في العاصمة القاهرة (1250-1517).
لقد بنيت سلطنة المماليك على النموذج الراسخ للحريم العباسي كما فعلت سلفها الحريم الفاطمي. كانت والدة السلطان هي المرأة الأعلى مرتبة في الحريم. كانت زوجات السلطان في الأصل من العبيد. كانت العبيد الإناث يتم توفيرهن للحريم من خلال تجارة الرقيق كأطفال يمكن تدريبهن على الأداء كمغنيات وراقصات في الحريم وتم اختيار بعضهن للعمل كمحظيات (عبيد جنس) للسلطان الذي اختار في بعض الحالات الزواج منهن. خدمت العبيد الأخريات زوجات السلطان في عدد من المهام المنزلية كخادمات للحريم والمعروفات باسم قهرمانة أو قهرمانية. كان الحريم يحرسه خصيان مستعبدون حتى القرن الخامس عشر وكانوا يعملون كمسؤولين عن الحريم وكانوا يأتون من تجارة الرقيق في البلقان ثم من تجارة الرقيق في البحر الأسود.
كان حريم سلاطين المماليك في البداية صغيرا ومعتدلا لكن السلطان الناصر محمد بن قلاوون (حكم من 1293 إلى 1341) وسع الحريم إلى مؤسسة كبرى والتي استوعبت قدرا كبيرا من الرفاهية والعبيد مثل حريم السلالة الفاطمية الفخمة سيئة السمعة. توسع حريم السلطان الناصر محمد إلى حجم أكبر من أي سلطان مملوكي سابق وترك حريما من 1200 جارية عند وفاته 505 منهن مغنيات. تزوج من العبدة توغاي (توفيت عام 1348) التي تركت عند وفاتها ألف جارية وثمانين خصيا.

#### العبودية العسكرية
منذ عام 935 وحتى عام 1250 كانت مصر تحت سيطرة حكام سلاليين ولا سيما الإخشيديين والفاطميين والأيوبيين. وخلال هذه السلالات استمر استخدام الآلاف من الخدم والحراس المماليك بل وتولوا مناصب عليا. وكان المماليك في الأساس مرتزقة مستعبدين. في الأصل كان المماليك عبيدا من أصل تركي من السهوب الأوراسية لكن مؤسسة العبودية العسكرية انتشرت لتشمل الشركس والأبخاز والجورجيين والأرمن والروس بالإضافة إلى شعوب البلقان مثل الألبان واليونانيين والسلاف الجنوبيين (انظر صقاليبة وتجارة الرقيق في البلقان وتجارة الرقيق في البحر الأسود).
أثار هذا المستوى المتزايد من النفوذ بين المماليك قلق الأيوبيين على وجه الخصوص. ولأن المماليك المصريين كانوا مسيحيين مستعبدين لم يعتقد الحكام الإسلاميون أنهم مؤمنون حقيقيون بالإسلام على الرغم من خوضهم الحروب نيابة عن الإسلام كجنود عبيد.
في عام 1250 تولى أحد المماليك الحكم. استمرت سلطنة المماليك في مصر من عام 1250 حتى عام 1517 عندما استولى سليم على القاهرة في 20 يناير. ورغم أنها لم تكن بنفس الشكل الذي كانت عليه تحت حكم السلطنة إلا أن الإمبراطورية العثمانية احتفظت بالمماليك كطبقة حاكمة مصرية ونجح المماليك وعائلة برجي في استعادة الكثير من نفوذهم ولكن بصفتهم أتباعا للعثمانيين.
بحلول القرن الرابع عشر جاء عدد كبير من العبيد من إفريقيا جنوب الصحراء الكبرى وظهرت مواقف عنصرية تجسدت في المؤرخ المصري الأبشيبي (1388-1446) الذي كتب أن "عندما يشبع العبد [الأسود] يزني وعندما يجوع يسرق".

## مصر العثمانية: 1517-1805
غزت الإمبراطورية العثمانية سلطنة المماليك في عام 1517. حكمت الإمبراطورية العثمانية مصر العثمانية مباشرة من خلال الحكام العثمانيين حتى عام 1805. استمرت العبودية في مصر العثمانية بشكل أساسي بنفس النظام الذي تأسس خلال سلطنة المماليك. تم تحويل العبيد البيض إلى جنود المماليك ومحظياتهم وزوجاتهم بينما تم استخدام العبيد الأفارقة السود في الخدمة المنزلية والأعمال الشاقة.

### تجارة الرقيق
تبعت تجارة الرقيق إلى مصر العثمانية طرقا راسخة بالفعل. تم توفير العبيد الأفارقة من خلال تجارة الرقيق القديمة من السودان وتجارة الرقيق عبر الصحراء الكبرى.
تم إغلاق تجارة الرقيق في البلقان لكن تجارة الرقيق في البحر الأسود استمرت ولم تعد تدار الآن من قبل تجار الرقيق الإيطاليين ولكن من قبل خانية القرم والإمبراطورية العثمانية والمعروفة باسم تجارة الرقيق في القرم. كان من الممكن بيع العبيد المهربين من تجارة الرقيق في القرم بعيدا في البحر الأبيض المتوسط والشرق الأوسط فعلى سبيل المثال يشار إلى أن ديرا في سيناء في مصر اشترى عبدا ذكرا من أصل كوزلوف في روسيا.

### سوق العبيد
كانت مصر في العصر العثماني لا تزال تهيمن عليها العبودية العسكرية المملوكية. كان جنود المماليك في هذه الفترة لا يزالون في كثير من الأحيان عبيدا بيض. وبينما تم إغلاق مصدر الإمداد القديم لتجارة الرقيق في البلقان كان العبيد المماليك الذكور غالبا من الشركس أو من جورجيا يتم الاتجار بهم عبر تجارة الرقيق في القرم.
كان الأرستقراطيون المماليك الذين كانوا غالبا من الشركس أو من جورجيا (تم الاتجار بهم عبر تجارة الرقيق في البحر الأسود) يفضلون الزواج من نساء من نفس العرق بينما تم استخدام العبيد السود كخادمات منزليات وتمت الإشارة إلى غالبية زوجات ومحظيات المماليك باسم "العبيد البيض". كانت العبيد البيض اللاتي تم شراؤهن ليصبحن محظيات وزوجات للمماليك غالبا من القوقاز (الشركس أو الجورجيين) الذين تم بيعهم لتجار الرقيق من قبل والديهم الفقراء.
كان من الممارسات الشائعة أن يتزوج رجال الطبقة العليا المملوكية المصرية من امرأة كانت في السابق محظية عبدة لهم أو لمماليك آخر وكانت ممارسة الزواج من محظية أو أرملة مملوك آخر طريقة لسياسة التحالف المملوكية الطبيعية. كان زواج مراد بك من نفيسة البيضاء أرملة علي بك الكبير مثالا على سياسة الزواج هذه على غرار زواج شويكار قادين محظية عثمان كتخدا (ت. 1736) التي زوج عبد الرحمن جاويش إبراهيم كتخدا (ت. 1754) بعد وفاة عثمان كتخدا.
كان هناك تسلسل هرمي عرقي بين العبيد. تم توفير العمال الذكور والخصيان والخادمات المنزليات من خلال تجارة الرقيق عبر الصحراء الكبرى وتجارة الرقيق السودانية إلى مصر.

## سلالة محمد علي: 1805-1953
أصبحت مصر مستقلة بحكم الأمر الواقع خلال سلالة محمد علي (1805-1914). كانت العبودية لا تزال مهمة في مصر خلال القرن التاسع عشر.
قدر عدد العبيد في مصر بما لا يقل عن 30 ألف عبد في أي وقت في القرن التاسع عشر. في مصر كانت الجواري العبيد في حريم الرجال المصريين الأثرياء غالبا من النساء الشركسيات في حين كانت الجواري من الطبقة المتوسطة من المصريين غالبا من الحبشيات في حين كان العبيد المنزليون من الذكور والإناث من جميع طبقات المجتمع المصري تقريبا يتألفون غالبا من الأفارقة السود. كما استخدم الأفارقة السود كجنود عبيد وكذلك عمال زراعيين مستعبدين.
تم إلغاء تجارة الرقيق إلى مصر على مرحلتين بين عامي 1877 و1884. لم يتم إلغاء العبودية نفسها بل تم التخلص منها تدريجيا بعد حظر تجارة الرقيق ويبدو أنها انقرضت بحلول ثلاثينيات القرن العشرين.

### تجارة الرقيق
كان تجار الرقيق المصريون في مصر من الواحات ومن صعيد مصر بشكل أساسي. تم تنظيم تجار الرقيق في نقابة مع شيخ وتم تقسيمهم إلى تجار في العبيد السود والبيض على التوالي. كانت القاهرة المستودع الرئيسي للعبيد وقاعدة تجارة الرقيق لكن المولد السنوي لطنطا كان مناسبة مهمة أخرى لتجارة العبيد.
تم تهريب العبيد الأفارقة إلى مصر عبر عدة طرق مختلفة: من دارفور إلى أسيوط ومن سنار إلى إسنا ومن منطقة النيل الأبيض ومن برنو ووداي عن طريق ليبيا وأخيرا من الحبشة وشرق إفريقيا عن طريق البحر الأحمر. تم تهريب العبيد البيض إلى مصر من منطقة البحر الأسود عن طريق إسطنبول.
بعد حملة الإسكندرية عام 1807 تم إجبار 400 أسير حرب بريطاني أسرهم القوات المصرية بقيادة محمد علي باشا على الزحف إلى القاهرة وحُكم عليهم إما بالأشغال الشاقة أو بيعهم كعبيد. أقنع العقيد درافيتي الذي كان مستشارا لمحمد علي في القاهرة الحاكم بإطلاق سراح أسرى الحرب البريطانيين كبادرة حسن نية وتجنيبهم المصير المعتاد (في الثقافة الإسلامية) المتمثل في أن يصبحوا عبيدا لآسريهم.

### سوق العبيد
استمرت العبودية العسكرية التي كانت لقرون من الاستخدام الرئيسي للعبيد الذكور في كونها فئة رئيسية لسوق العبيد المصرية حتى منتصف القرن التاسع عشر. وظل القطاع المنزلي أو الحريم وجهة رئيسية للعبيد الإناث والخصيان. اتسعت سوق العبيد الزراعيين بشكل كبير خلال القرن التاسع عشر.

#### العبودية الزراعية
أصبح استخدام السودانيين في الزراعة شائعا إلى حد ما في عهد محمد علي باشا في مصر وخلفائه. لم تكن العبودية الزراعية معروفة تقريبا في مصر في هذا الوقت لكن التوسع السريع للزراعة الواسعة النطاق في عهد محمد علي وفي وقت لاحق الارتفاع العالمي في أسعار القطن بسبب الحرب الأهلية الأمريكية كانت عوامل خلقت الظروف المواتية لنشر العمالة غير الحرة. عمل العبيد في المقام الأول في العقارات المملوكة لمحمد علي وأفراد عائلته وقد قدر في عام 1869 أن الخديوي إسماعيل وعائلته كان لديهم من 2000 إلى 3000 عبد في عقاراتهم الرئيسية بالإضافة إلى مئات آخرين في مزارع السكر في صعيد مصر.

#### عبودية الحريم
كان الحريم الملكي في عهد أسرة محمد علي الخديوية في مصر (1805-1914) مصمما على غرار النموذج العثماني حيث كان الخديويون نوابا للسلاطين العثمانيين.
تم تعيين محمد علي نائبا للملك في مصر عام 1805 وبموجب النموذج العثماني الإمبراطوري جمع حريما من الجواري العبيد في قلعة القصر في القاهرة والتي وفقا لرواية تقليدية جعلت زوجته القانونية أمينة هانم تعلن نفسها من الآن فصاعدا زوجته بالاسم فقط عندما انضمت إليه في مصر عام 1808 واكتشفت جواريه الجنسيات.
على غرار الحريم الإمبراطوري العثماني كان حريم الخديوي مصمما على نظام تعدد الزوجات القائم على محظيات العبيد حيث كانت كل زوجة أو محظية تقتصر على إنجاب ابن واحد. كانت أغلب عبيد الحريم من القوقاز عبر تجارة الرقيق الشركسية وكانوا يشار إليهم باسم "البيض".
كان حريم الخديوي يتألف من عدة مئات إلى أكثر من ألف امرأة مستعبدة تحت إشراف والدته والدة باشا وزوجاته الأربع الرسميات (هانم) والمحظيات المعترف بهن (قادين). ومع ذلك كانت غالبية العبيد يعملن كخادمات لأمه وزوجاته وكان بإمكانهن تولي مناصب الخدم مثل الباش قلفة وهي الخادمة الرئيسية للوالدة باشا. كانت الخادمات المستعبدات في حريم الخديوي يتم تحريرهن وتزويجهن بجهاز في زيجات استراتيجية من المحررين الذكور أو العبيد (الخول أو المماليك) الذين تم تدريبهم ليصبحوا ضباطا وموظفين مدنيين كمحررين من أجل ضمان إخلاص أزواجهم للخديوي عندما يبدأون حياتهم العسكرية أو الرسمية. تم اختيار أقلية من العبيد ليصبحن خادمات شخصيات (محظيات) للخديوي وغالبا ما يتم اختيارهن من قبل والدته: يمكن أن يصبحن زوجاته ويصبحن أحرارا كأم ولد (أو محظية) إذا أنجبن أطفالا من عبدهن. كان لدى محمد علي ما لا يقل عن 25 زوجة (زوجة ومحظية) وكان لدى الخديوي إسماعيل أربع عشرة زوجة من أصل عبد أربع منهن كن زوجاته.
كان لدى النخبة المصرية من العائلات البيروقراطية التي قلدت الخديوي عادات حريم مماثلة وقد لوحظ أنه كان من الشائع أن تمتلك العائلات المصرية من الطبقة العليا نساء جاريات في حريمها حيث كانوا يعتقونهن لتزويجهن إلى ذكور تحت حمايتهم.
بدأ هذا النظام يتغير ببطء وتدريجيا بعد عام 1873 عندما تزوج توفيق باشا من أمينة إلهامي كزوجة وحيدة له مما جعل الزواج الأحادي هو المثل الأعلى السائد بين النخبة بعد تغيير خلافة العرش إلى البكورية والتي فضلت الزواج الأحادي. كان زفاف توفيق باشا وأمينة إلهامي هو أول زفاف لأمير يتم الاحتفال به حيث كان الأمراء في السابق يأخذون محظيات من العبيد فقط والذين كانوا يتزوجونهم أحيانا بعد ذلك. كما ساهم انتهاء تجارة الرقيق الشركسية والقضاء على محظيات العبيد بعد اتفاقية تجارة الرقيق الأنجلو-مصرية في إنهاء ممارسة تعدد الزوجات في الطبقات العليا المصرية والعثمانية منذ سبعينيات القرن التاسع عشر فصاعدا. في منتصف القرن التاسع عشر ألغت إصلاحات التنظيمات العثمانية عادة تدريب العبيد الذكور ليصبحوا رجالا عسكريين وموظفين مدنيين واستبدلتهم بالطلاب الأحرار.

#### العبودية العسكرية

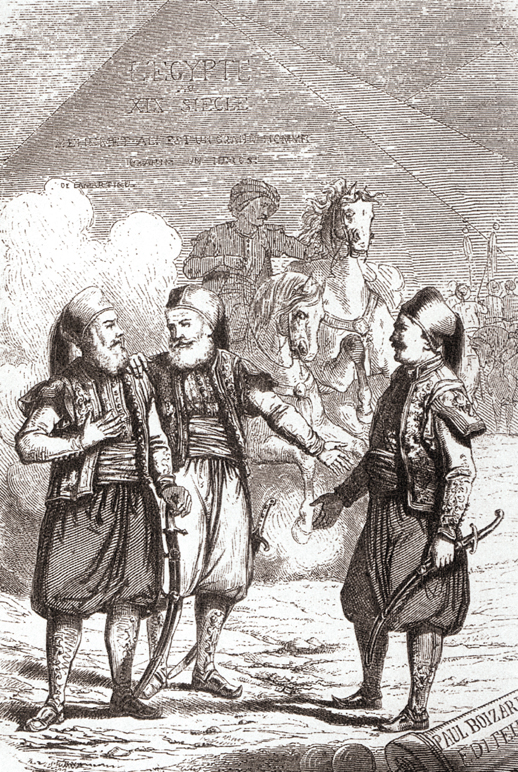
محمد علي باشا مع ابنه إبراهيم باشا والعقيد سيف.

للتحضير لتدريب جيشه من العبيد السودانيين أرسل محمد علي فيلقا من المماليك إلى أسوان حيث بنى في عام 1820 ثكنات جديدة لإيوائهم. كان رئيس الأكاديمية العسكرية في أسوان ضابطا فرنسيا خدم تحت قيادة نابليون العقيد أوكتاف جوزيف أنثيلم سيف الذي أصبح مسلما والمعروف في التاريخ المصري باسم سليمان باشا الفرانساوي. عندما وصلوا إلى أسوان تم تطعيم كل من السودانيين وإعطائهم سترة كاليكو ثم تلقوا تعليما إسلاميا. لا يعرف العدد الدقيق للسودانيين الذين تم إحضارهم إلى أسوان ومركز التدريب العسكري الآخر لمحمد علي في منفلوط ولكن من المؤكد أن عددا كبيرا ماتوا في الطريق. من بين أولئك الذين وصلوا مات الكثيرون بسبب الحمى والقشعريرة وجفاف المناخ. من بين ما يقدر بنحو 30 ألف سوداني تم جلبهم إلى أسوان في عامي 1822 و1823 نجا 3000 فقط.
بعد عام 1823 كانت أولوية محمد علي هي تقليل تكلفة حامية السودان حيث تم إرسال 10000 من المشاة المصريين و9000 من سلاح الفرسان. استخدم المصريون بشكل متزايد الجنود السودانيين المستعبدين للحفاظ على حكمهم واعتمدوا عليهم بشكل كبير. تم تحديد نسبة رسمية إلى حد ما تتطلب أن توفر السودان 3000 عبد لكل 1000 جندي يتم إرسالهم لإخضاعها. ومع ذلك لم يكن من الممكن تحقيق هذه النسبة لأن معدل الوفيات بين العبيد الذين تم تسليمهم إلى أسوان كان مرتفعا للغاية. لم تكن قوات محمد علي التركية والألبانية التي شاركت في حملة السودان معتادة على الظروف الجوية في المنطقة وأصيبت بالحمى والزحار أثناء وجودها هناك مع ظهور التوترات والمطالبات بالعودة إلى مصر. بالإضافة إلى ذلك كانت الصعوبات التي واجهها محمد علي في الاستيلاء على جيش من العبيد الذكور السودانيين وتجنيدهم أثناء الحملة من الأسباب التي دفعته في النهاية إلى تجنيد المصريين المحليين في قواته المسلحة.

### الإلغاء وما بعده
منحت الإمبراطورية العثمانية مصر وضع دولة تابعة مستقلة أو خديوية في عام 1867. حكم إسماعيل باشا (الخديوي من 1863 إلى 1879) وتوفيق باشا (الخديوي من 1879 إلى 1892) مصر كدولة شبه مستقلة تحت السيادة العثمانية حتى الاحتلال البريطاني عام 1882 وبعد ذلك أصبحت تحت النفوذ البريطاني. بدأ البريطانيون حملة مناهضة للعبودية وقادوا تغييرات في السياسة فيما يتعلق بالعبودية في مصر.
حظرت اتفاقية تجارة الرقيق الأنجلو-مصرية أو الاتفاقية الأنجلو-مصرية لإلغاء العبودية في عام 1877 تجارة الرقيق إلى السودان رسميا وبالتالي وضعت حدا رسميا لاستيراد العبيد من السودان. كان السودان في هذا الوقت هو المستورد الرئيسي للعبيد الذكور إلى مصر. تبع هذا الحظر في عام 1884 حظر على استيراد النساء البيض وكان هذا القانون موجها ضد استيراد النساء البيض (خاصة من القوقاز وعادة الشركس عبر تجارة الرقيق الشركسية) واللاتي كن الخيار المفضل لجواري الحريم بين الطبقة العليا المصرية. كان استيراد العبيد الذكور من السودان كجنود وموظفين مدنيين وخصيان وكذلك استيراد العبيد الإناث من القوقاز كنساء حريم المصدرين الرئيسيين لاستيراد العبيد إلى مصر وبالتالي كانت هذه القوانين على الأقل على الورق ضربات كبيرة على العبودية في مصر. لم يتم حظر العبودية بحد ذاتها بل تم حظر استيراد العبيد فقط. ومع ذلك تم تقديم حظر على بيع العبيد الحاليين جنبا إلى جنب مع قانون يمنح العبيد الحاليين الحق القانوني في التقدم بطلب العتق في القنصلية البريطانية أو في أربعة مكاتب للإعتاق أنشئت في أجزاء مختلفة من البلاد واستغل الآلاف من العبيد الفرصة. فتح المناهضون للعبودية البريطانيون في مصر دارا للعبيد السابقات لمساعدتهن وحمايتهن من الوقوع ضحية للدعارة والتي كانت تعمل من عام 1884 حتى عام 1908.
في حين لم يتم حظر العبودية على هذا النحو بشكل صريح إلا أن تأثير الإصلاحات في الممارسة العملية أدى إلى التخلص التدريجي من العبودية خلال العقود التالية. بحلول أوائل القرن العشرين لم تعد العبودية في مصر شائعة بشكل واضح بما يكفي لتكون هدفا للنقد الغربي. في عام 1901 شارك مراقب فرنسي انطباعه بأن العبودية في مصر قد انتهت "في الواقع والقانون" ولم يعد التعداد المصري لعام 1907 يسجل أي عبيد وفي عام 1911 تم إغلاق إدارات قمع تجارة الرقيق وتحويلها إلى السودان.
أدت إصلاحات مكافحة العبودية إلى تقليص حريم الخديوي تدريجيا على الرغم من أن حريم الخديوي وكذلك حريم العائلات النخبوية لا يزال يحتفظ بعدد أقل من كل من الخصيان الذكور وكذلك العبيد حتى الحرب العالمية الأولى على الأقل. يذكر أن الخديوي عباس الثاني ملك مصر اشترى ست "إماء بيض" لحريمه في عام 1894 بعد عشر سنوات من حظر ذلك رسميا ولا تزال والدته تحتفظ بستين عبدا حتى عام 1931.
في ثلاثينيات القرن العشرين أجابت مصر اللجنة الاستشارية للخبراء بشأن العبودية التابعة لعصبة الأمم والتي أجرت تحقيقا عالميا حول العبودية في الفترة من 1934 إلى 1939 بأنه لم يعد هناك أي عبودية في مصر وأنه لا يمكن استيراد عبيد جدد عبر تجارة الرقيق الجارية في البحر الأحمر حيث كانوا يراقبون مياه البحر الأحمر خارج مصر ويمنعون أي استيراد للعبيد عبر ساحل البحر الأحمر.

## معرض الصور

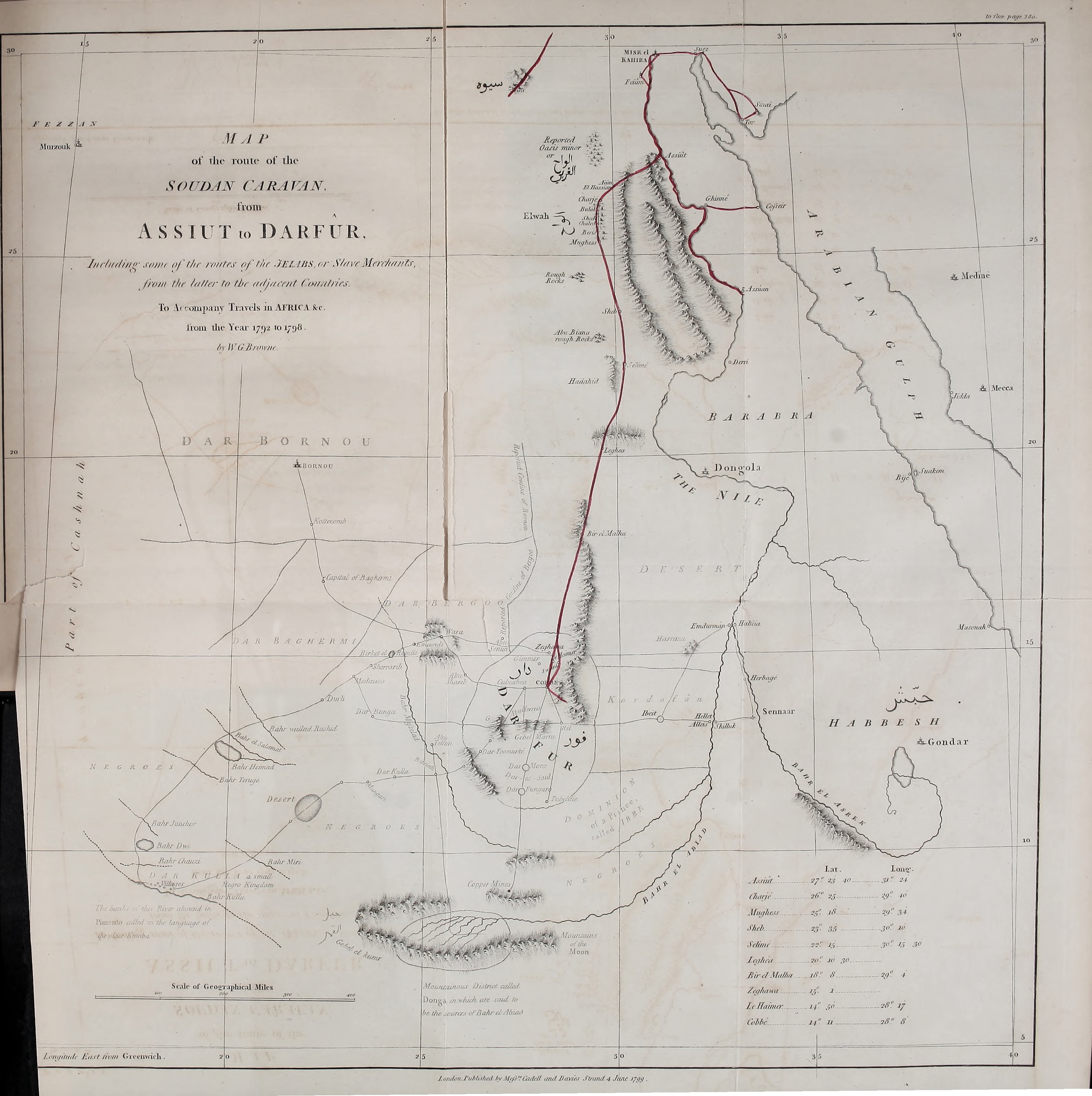
كان الإنجليزي ويليام جورج براون يركب مع قافلة درب الأربعين في تسعينيات القرن الثامن عشر؛ حيث نقلت "العبيد، ذكورا وإناثا" إلى مصر
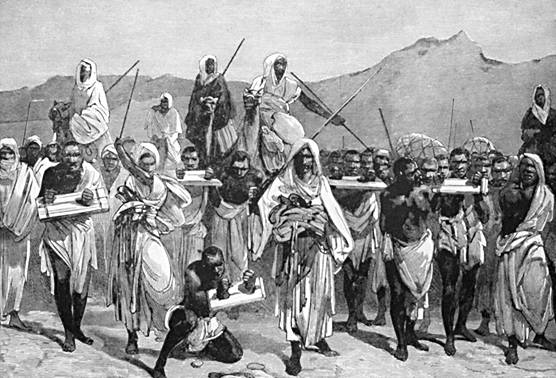
تصوير للعبيد أثناء نقلهم عبر الصحراء الكبرى
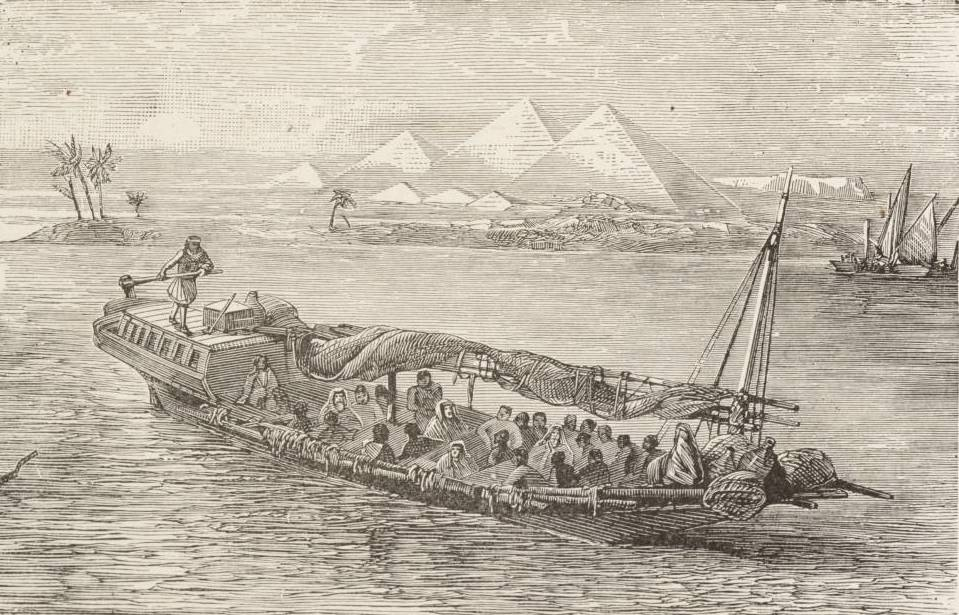
قارب العبيد الحديث على النيل (1884)
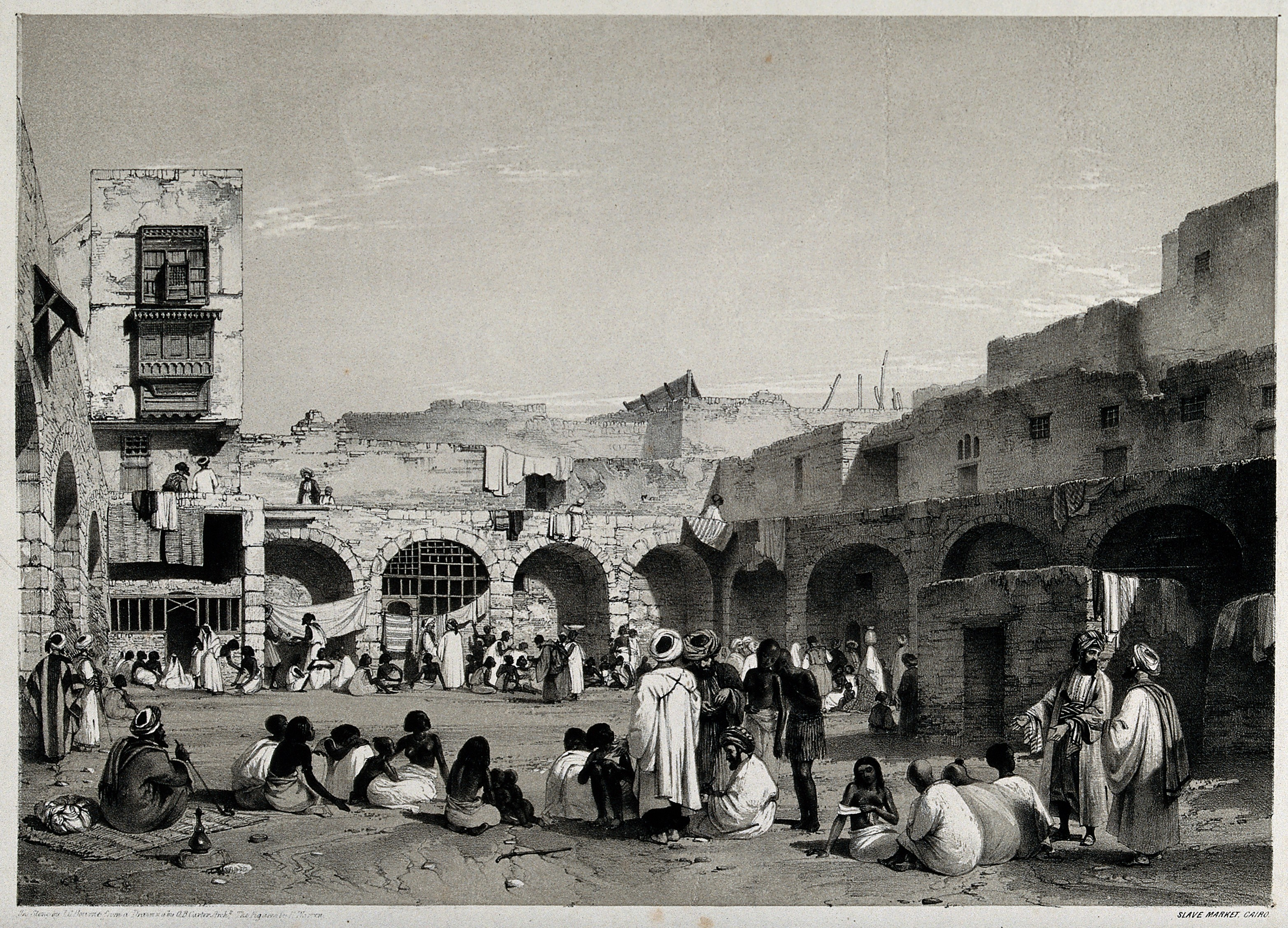
سوق العبيد في القاهرة.
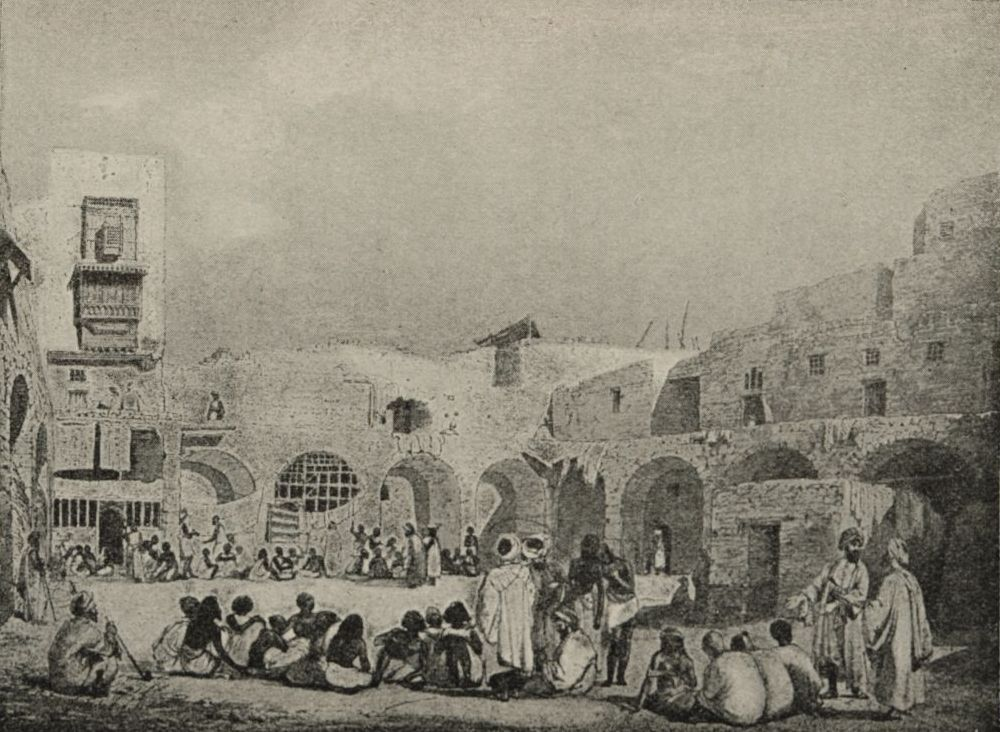
سوق العبيد (حوالي عام 1830) - تم اقتصاص الصورة بواسطة TIMEA
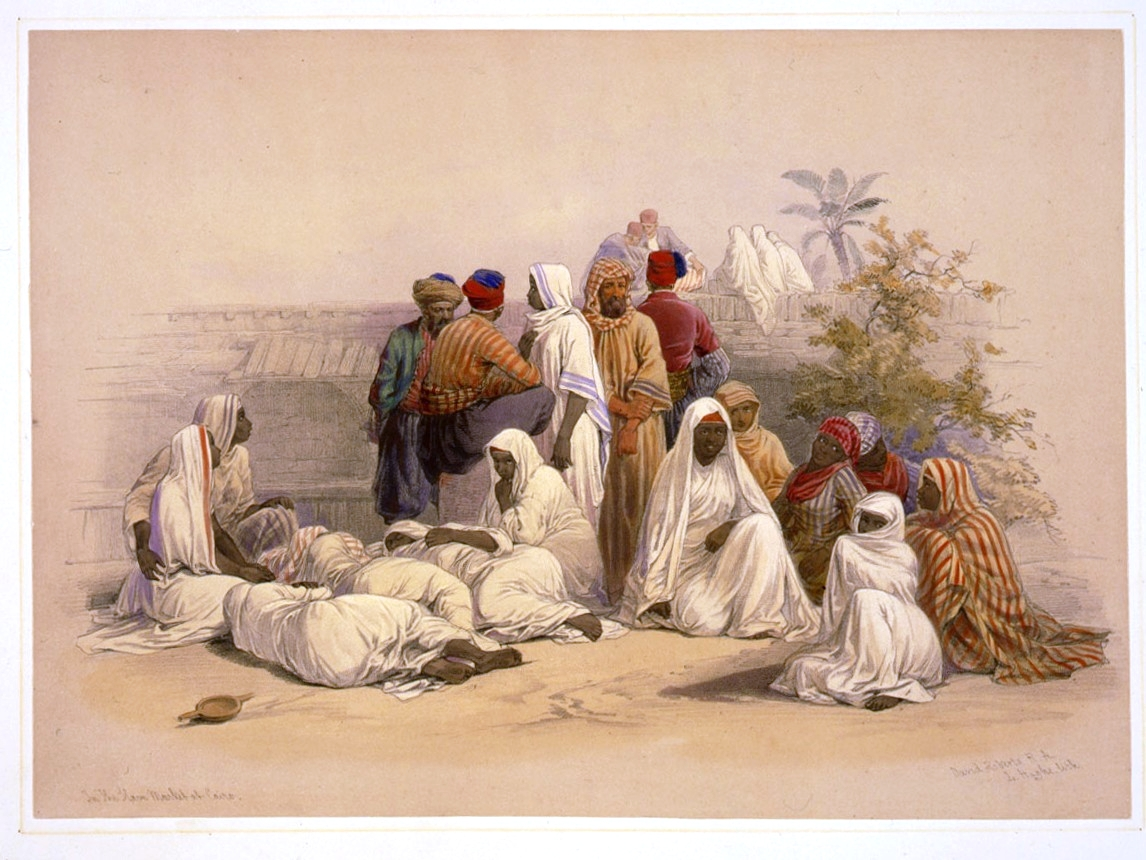
سوق العبيد في القاهرة. رسم ديفيد روبرتس، حوالي عام 1848.
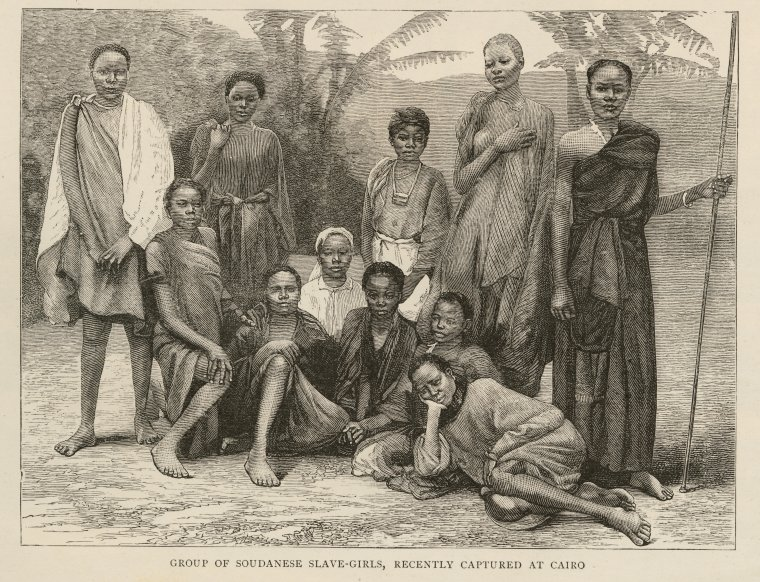
مجموعة من العبيد السودانيات تم القبض عليهم مؤخرا في القاهرة
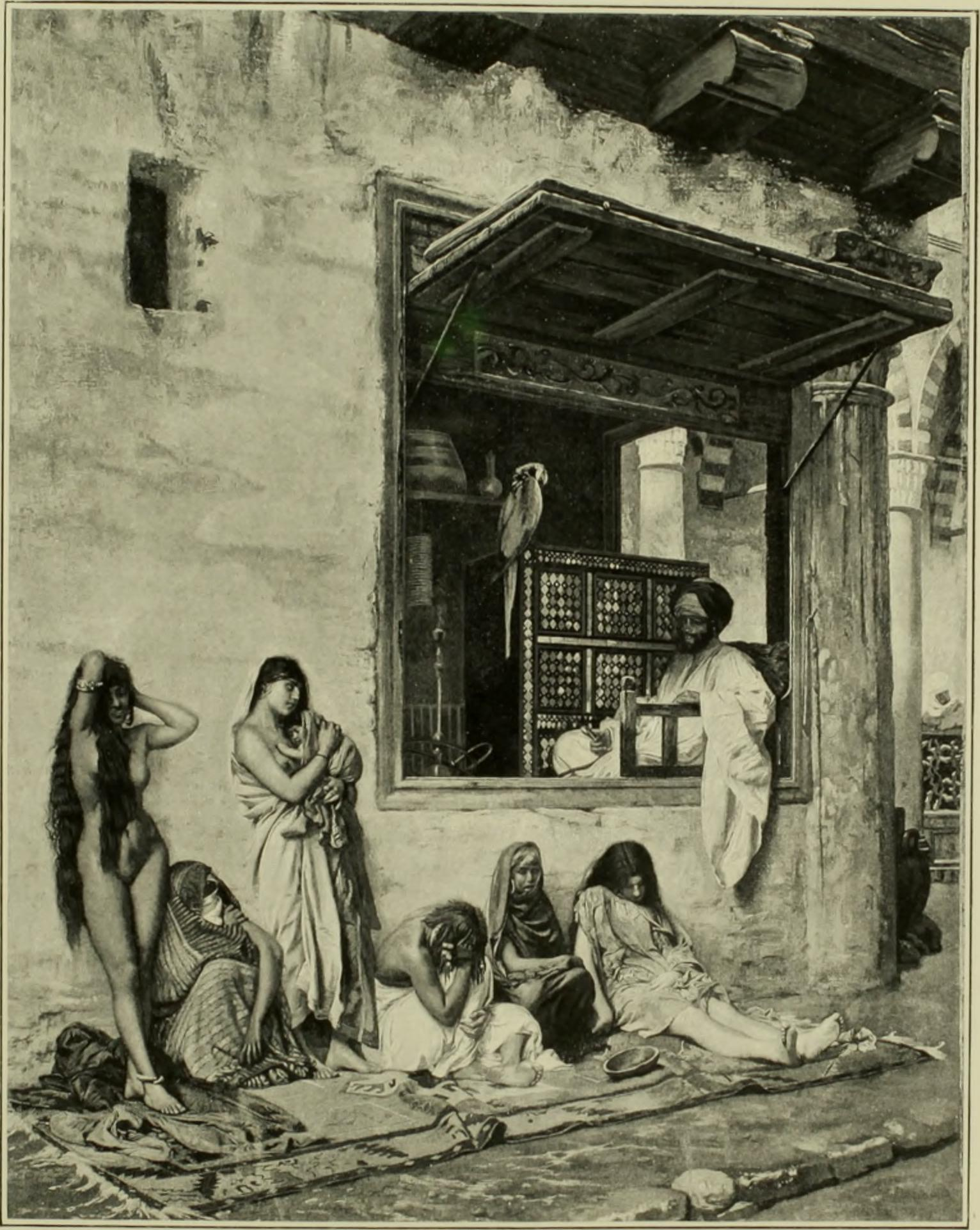
جيروم - حياة وأعمال جان ليون جيروم (1892)
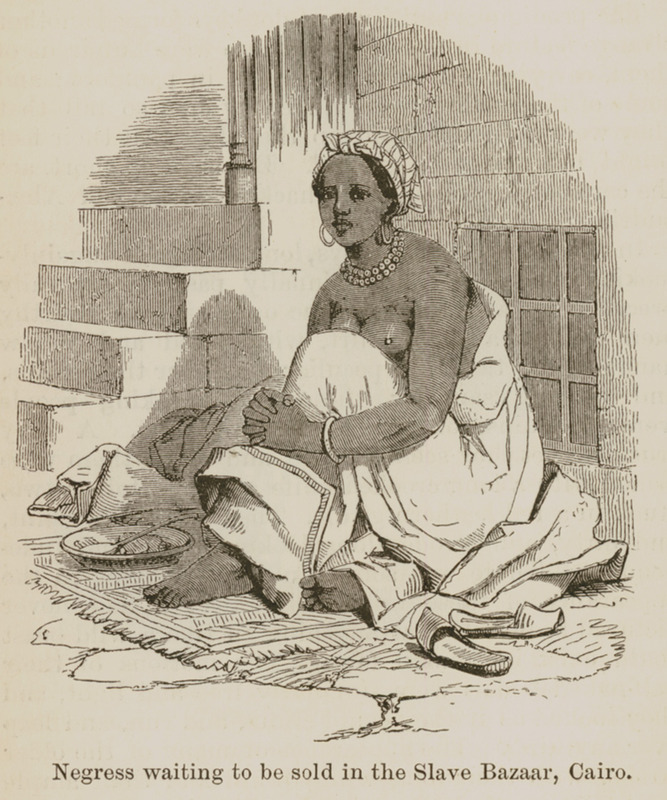
زنجية تنتظر البيع في سوق العبيد بالقاهرة - كيرزون روبرت - 1849
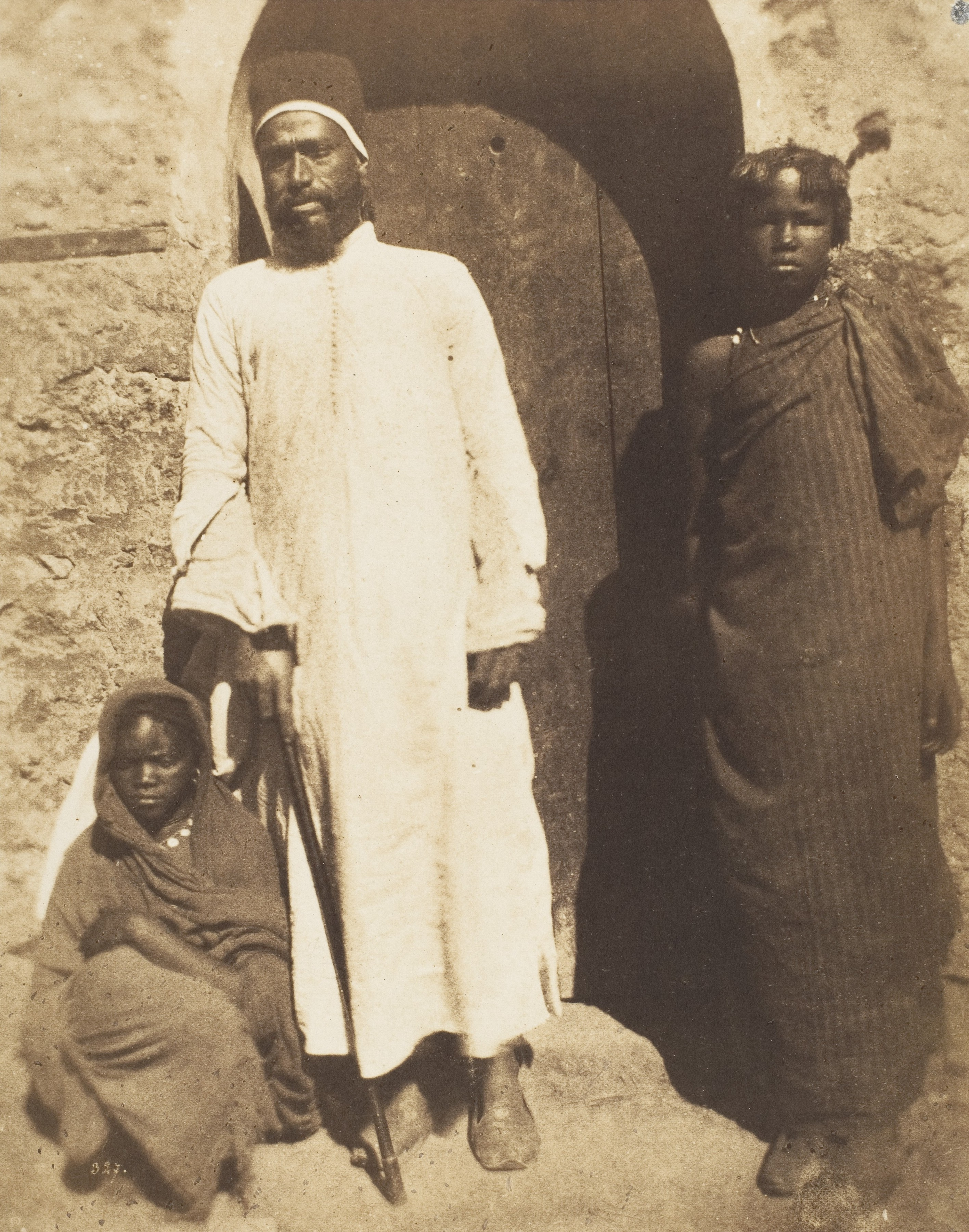
أبو نبوت والعبيد الزنوج في القاهرة
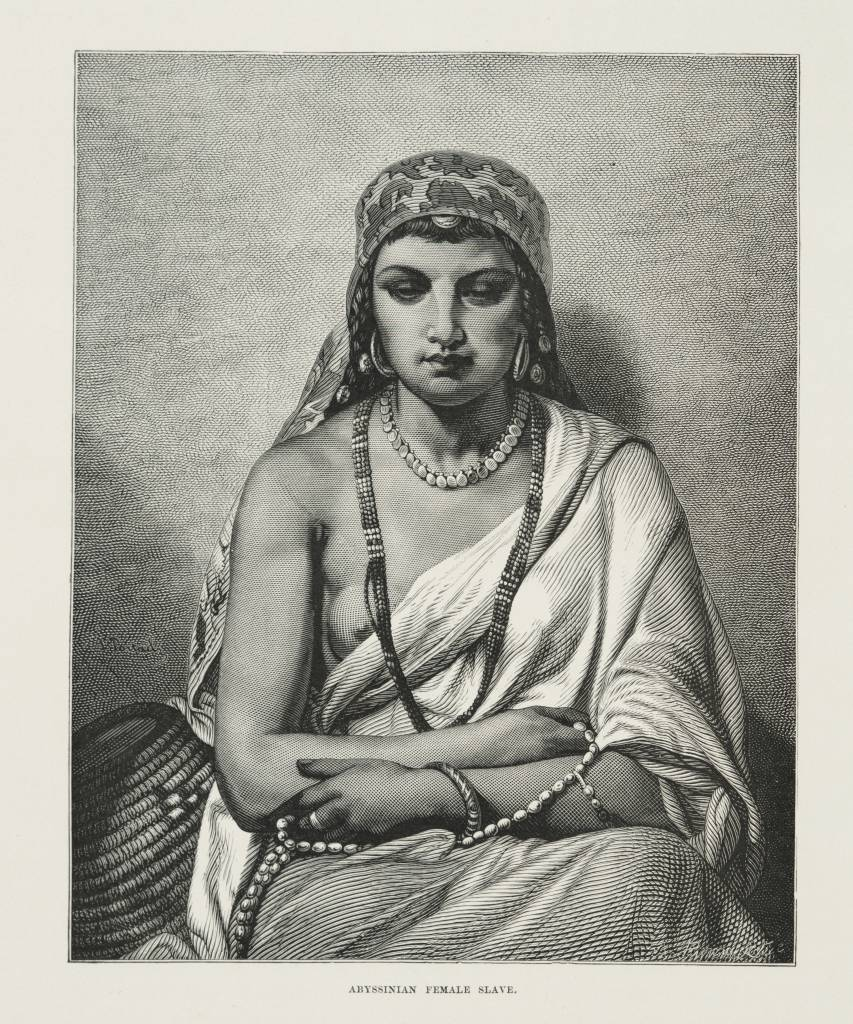
عبدة حبشية (1878)
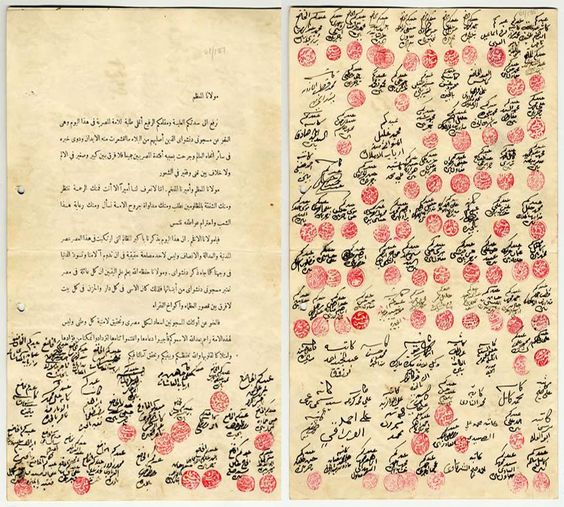
سجناء حادثة دنشواي يطلبون المغفرة.